# Euowenia
Euowenia es un género extinto de mamífero diprotodóntido del Plioceno. Fue encontrado en tres localidades de Australia: Chinchilla en Queensland, Menindee en Nueva Gales del Sur y la Formación Tirari en el río Wruburton, en la cuenca del Lago Eyre.